# Raymond Decorte

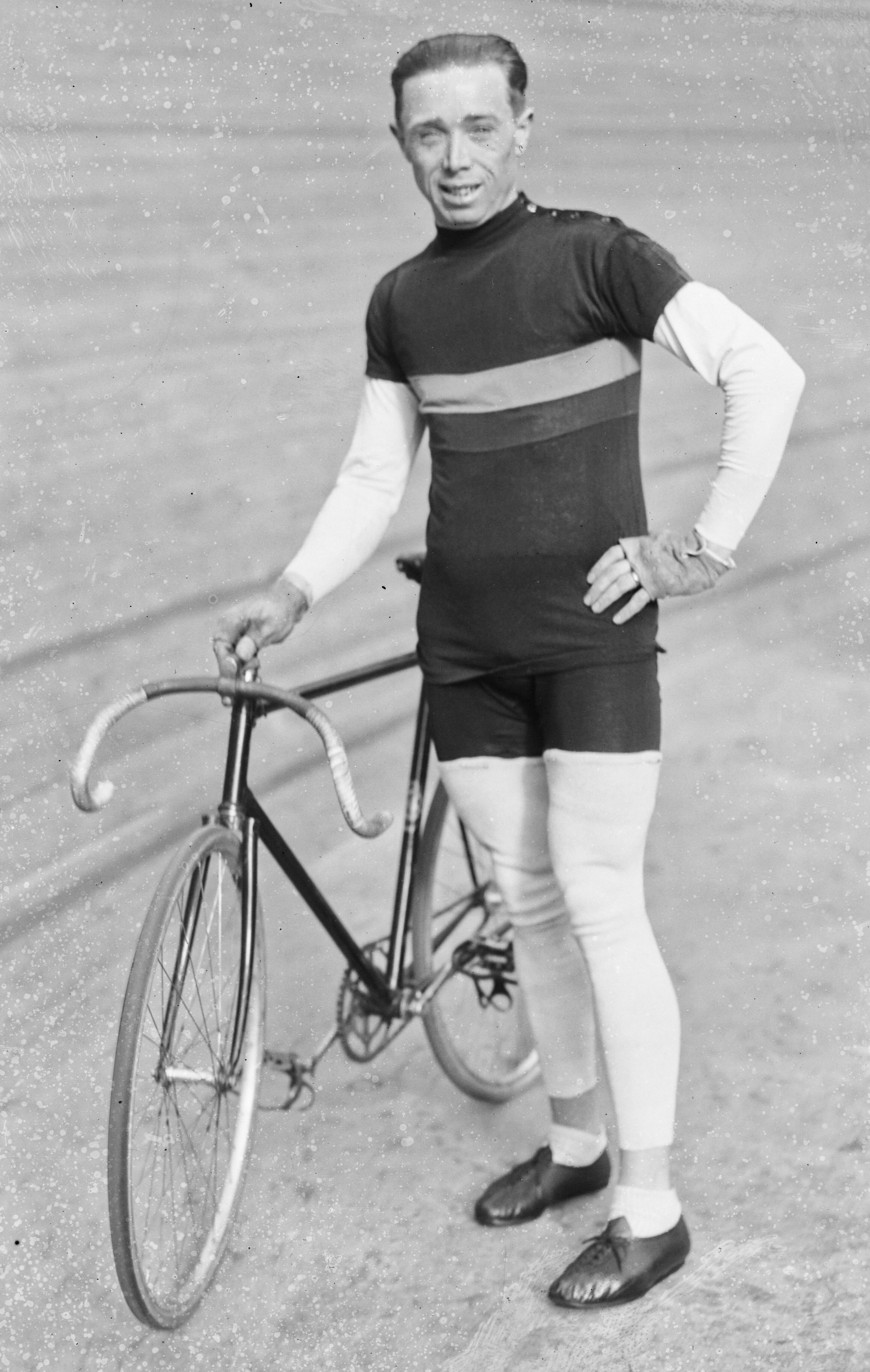
Raymond De Corte (1932)

Raymond Decorte (* 17. März 1898 in Waarschoot; † 30. März 1972 ebenda) war ein belgischer Radrennfahrer.

## Sportliche Laufbahn
Decorte (auch De Corte) war Straßenradsportler. 1924 wurde er Unabhängiger und 1925 Berufsfahrer im französischen Radsportteam JB Louvet-Pouchois. Er blieb bis 1934 als Profi aktiv. 
Seine bedeutendsten sportlichen Erfolge waren zwei Etappensiege in der Tour de France 1927. In der Flandern-Rundfahrt der Unabhängigen 1923 wurde er hinter Gérard Debaets Zweiter. 1926 kam er beim Sieg von Denis Verschueren auf den dritten Rang. 1927 wurde er hinter Antonin Magne Zweiter im Grand Prix Wolber und gewann das Eintagesrennen Paris–Rennes. 1928 holte er einen Etappensieg in der Belgien-Rundfahrt.
Die Tour de France bestritt er fünfmal. 1927 wurde er 11., 1928 24. der Gesamtwertung. 1925, 1926 und 1929 schied er jeweils aus.